# Nothomyrmecia macrops
Nothomyrmecia macrops är en myrart som beskrevs av Clark 1934. Nothomyrmecia macrops ingår i släktet Nothomyrmecia och familjen myror. IUCN kategoriserar arten globalt som akut hotad. Inga underarter finns listade i Catalogue of Life.

## Bildgalleri

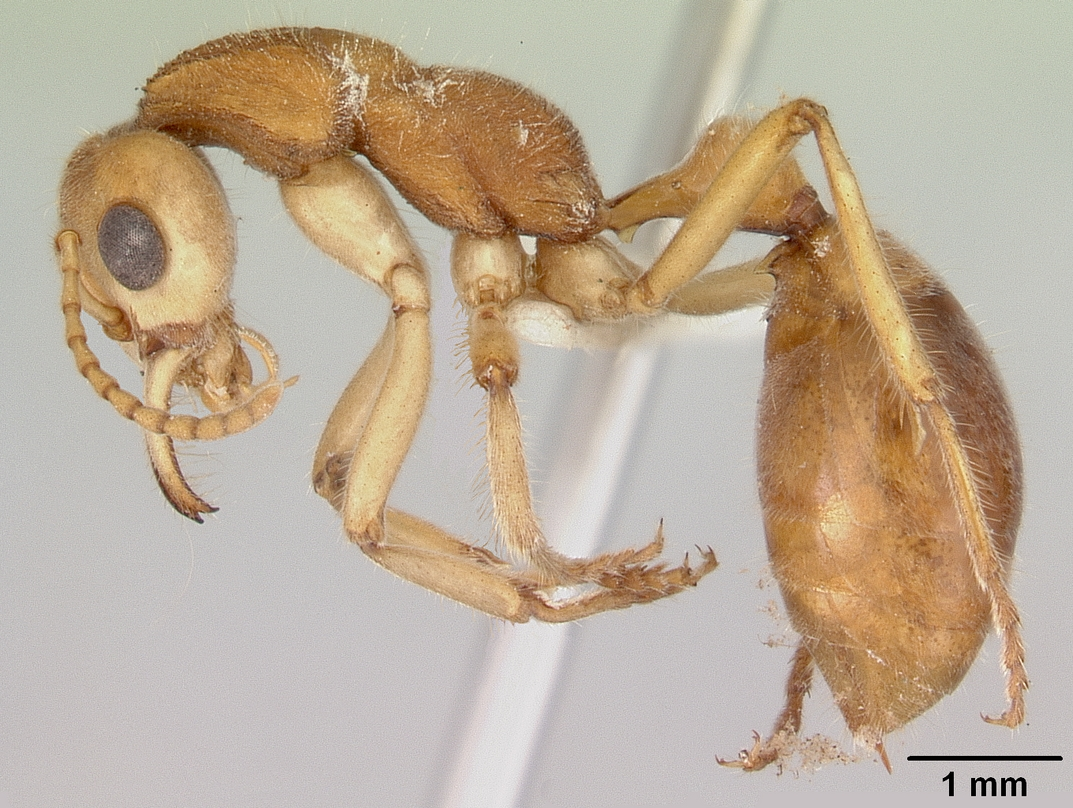